# LJ
LJ is de afkorting van het Engelse woord lightjockey, iemand die bij evenementen het licht bedient.
Bij grotere discotheken en licht- en geluidsbedrijven is een LJ aanwezig, zodat de deejay zich kan concentreren op de muziek en de LJ op de lampen. De LJ maakt hiervoor gebruik van een lichttafel of lichtconsole waarmee er volledige controle is over de (disco-/theater)lampen. In sommige gevallen bestuurt de LJ ook videoprojecties.